# Rewolwer Webley Bulldog
Rewolwer Webley Bulldog – brytyjski rewolwer kieszonkowy, masowo używany przez policję.

## Historia
Rewolwer ten, zwany także British Bulldog, opracowano w 1878 roku w brytyjskiej wytwórni Webley & Scott Ltd. z Birmingham po wprowadzeniu do użycia naboju rewolwerowego centralnego zapłonu.
Ze względu na małe wymiary spotkał się z dużym zainteresowaniem, szczególnie w policji. Dlatego też produkowano go w dużych ilościach, także przez liczne europejskie firmy wytwarzające rewolwery, oznaczające go jako British Bulldog. Wyrabiany był również z bębenkiem o pojemności 6 nabojów oraz w innym kalibrze. Najbardziej rozpowszechnione to: .44 cala (11,0 mm), .38 cala (9 mm) i .32 cala (7,65 mm).
Powszechnie stosowano go do czasów II wojny światowej, choć jeszcze w latach osiemdziesiątych XX wieku używały go policje państw Ameryki Południowej.
Rewolwerem Webley Bulldog posługiwał się Sherlock Holmes, detektyw z powieści kryminalnych Arthura Conana Doyle’a, co było świadectwem popularności tej broni i być może przyczyniało się do jej dalszego upowszechnienia.

## Opis techniczny
Rewolwer Webley Bulldog posiadał szkielet wraz z lufą i rękojeścią wykonany z jednego kawałka metalu.
Opróżnianie bębenka z łusek odbywało się pojedynczo przy pomocy stempla, po uprzednim odchyleniu bębenka w prawo do dołu.
Mechanizm uderzeniowo-spustowy – podwójnego działania z samonapinaczem oraz kurkiem odkrytym.
Zasilanie z magazynka bębnowego o pojemności 5 nabojów.